# Tomar
Tomar é uma cidade portuguesa de 14123 habitantes (2021), pertencente ao distrito de Santarém, na histórica província do Ribatejo. Integra atualmente a região do Oeste e Vale do Tejo, NUT3 do Médio Tejo.
É sede do Município de Tomar com 351,2 km² de área e 40 677 habitantes (2011), subdividido em 11 freguesias.
A cidade tem diversos monumentos históricos, dos quais se destacam o Convento de Cristo, declarado Património Mundial, a Igreja de São João Batista, a Igreja de Santa Maria dos Olivais (onde se encontram os restos mortais de Gualdim Pais, grão-mestre templário e fundador da cidade) e a Ermida da Nossa Senhora da Conceição que foi construída com a função de panteão régio. Conta ainda com o Convento de São Francisco que tem uma capela maneirista, o Convento de Santa Iria e a Ermida de São Gregório que detém uma estrutura arquitectónica circular.

## Geografia
O município de Tomar é limitado a norte pelo município de Ferreira do Zêzere, a leste por Abrantes, a sul por Vila Nova da Barquinha, a oeste por Torres Novas e a noroeste por Ourém.
A cidade e o município de Tomar são atravessados pelo rio Nabão, que é um afluente do rio Zêzere, estando incluída na bacia hidrográfica do Tejo, o maior rio da Península Ibérica.
Situa-se numa das zonas mais férteis de Portugal continental para a produção de azeite, figo ou a vinha por exemplo.

## Toponímia
Há várias teses concorrentes, quanto à origem etimológica do topónimo «Tomar».
Dentre as mais reconhecidas, contam-se a do linguista português, José Pedro Machado, que advoga que o étimo do topónimo «Tomar» provém do latim medieval «Villa Theodemari», que significa 'a herdade de Teodemaro', sendo que Teodemaro corresponderia ao nome de um antigo povoador da região.
Por outro lado, o filólogo português Ivo Xavier Fernandes, defendia, por sua vez, que o topónimo derivaria de uma deturpação moçárabe do substantivo grego thymus, que significa «tomilho», por alusão à flora local.
Para o filólogo alemão, Joseph-Maria Piel, a origem do topónimo seria sensivelmente mesma, embora excluísse qualquer influência do árabe, antes defendendo que a derivação do nome proviria apenas por via romana.
Mais recentemente, o arqueólogo português Jorge de Alarcão defendeu, contudo, que a origem do topónimo será pré-romana, assente no étimo tamaris, e que em vez de se reportar à flora local, reportar-se-á ao nome do rio que atravessa a cidade - hoje em dia conhecido como rio Nabão - uma vez que há registos históricos do séc. XII que identificam o rio com os nomes Tomar ou Tomarel.

## Economia
O turismo constitui hoje uma atividade de primeira importância, já que o Convento de Cristo, principal Monumento da cidade foi considerado Património Mundial pela UNESCO em 1983.
Foi outrora um centro industrial, com fábricas de papel, fiação, derivados de madeira e outras atividades. Comercialmente a cidade acolhe ainda a maior parte dos serviços ligados ao seu passado industrial mas vão surgindo as novas ofertas no nicho turístico, como o artesanato de nova geração, a gastronomia de qualidade e o acompanhamento turístico especializado. A terra é relativamente fértil acolhendo sobretudo a cultura de milho em regadio, o olival e a vinha.

## História
Foi feita Grande-Oficial da Ordem Militar de Nosso Senhor Jesus Cristo a 8 de Junho de 1964.

## Cultura
- Cine-Teatro Paraíso, construído em 1926.
- Museu Fernando Lopes-Graça.
- Museu luso-hebraico Abraão Zacuto (sinagoga)
- Museu Municipal - Núcleo de Arte Contemporânea
- Museu dos Fósforos - doação de Aquiles de Mota Lima, conta com cerca de 43 mil espécimes

## Festividades

### Festa dos tabuleiros
É uma festa realizada de 4 em 4 anos no início do mês de julho. É uma das manifestações mais antigas de Portugal e a sua origem encontra-se nas festas de colheita à deusa Ceres. A sua cristianização pode dever-se à Rainha Santa Isabel, tendo por base a Congregação do Espírito Santo. No Domingo de Pentecostes, juntavam-se ricos e pobres sem distinção, dia em que as línguas de fogo desceram sobre os Apóstolos simbolizando a igualdade de todos perante Deus. Esta festa manteve as suas características até ao século XVII. As mudanças feitas a partir daí permitiram uma maior grandiosidade à Festa. A tradição continua e as suas cerimónias permanecem: o Cortejo das chegadas dos Bois de nome Cortejo do Mordomo, o Cortejo dos Tabuleiros, a sua bênção, a forma do tabuleiro, os vestidos das raparigas que transportam os Tabuleiros e a Pêza ou distribuição do pão e da carne. A principal característica desta festa é o desfile ou procissão onde desfilam inúmeros tabuleiros que representam as dezasseis freguesias do concelho. Este percorre as principais ruas da cidade, num percurso de 5 km. As ruas enfeitam-se com colchas pendentes nas janelas, onde se encontram milhares de visitantes e são lançadas pétalas, entusiasticamente, sobre o Cortejo. O tabuleiro deve ter a altura da rapariga que o leva à cabeça, sendo constituído por trinta pães enfiados em cinco ou seis canas que partem de um cesto de vime ou verga e é rematado ao alto por uma coroa encimada pela Pomba do Espírito Santo ou pela Cruz de Cristo. Tabuleiros decorados com flores, pão e espigas de trigo desfilam pelas ruas de Tomar.

### Círio de Nª Senhora da Piedade
O Círio de Nª Senhora da Piedade é uma festa que tem lugar nas ruas de Tomar no 1.º domingo de setembro. Um cortejo de oferendas realizado em carros típicos enfeitados com flores de papel percorre a cidade.

### Feira de Santa Iria
É feito em honra da padroeira de Tomar (Santa Iria), e decorre normalmente entre a sexta-feira anterior ao dia 20 de outubro, até ao domingo a seguir a esta mesma data, que é o ponto alto das comemorações, quando se efectua a procissão. A feira realiza-se normalmente na Várzea Grande e nos arredores (perto da estação de caminhos-de-ferro e central de camionagem) mas pelo menos no ano de 2018 irá realizar-se no espaço envolvente ao mercado municipal de Tomar. Tem divertimentos, vendedores, exposição de automóveis, motos e tractores agrícolas, e conta ainda com a presença de tasquinhas onde se dá a conhecer alguns dos sabores da região.

## Freguesias

Freguesias do município de Tomar.

O município de Tomar está dividido em 11 freguesias:
- Além da Ribeira e Pedreira
- Asseiceira
- Carregueiros
- Casais e Alviobeira
- Madalena e Beselga
- Olalhas
- Paialvo
- Sabacheira
- São Pedro de Tomar
- Serra e Junceira
- Tomar (São João Batista) e Santa Maria dos Olivais

## Política

### Eleições autárquicas
| Data | %     | V     | %       | V       | %      | V      | %             | V             | %     | V    | %              | V          | %              | V   | %              | V       | %              | V   | %    | V   | %              | V   | %   | V   | %   | V   | %   | V   | %  | V  | %  | V  | Participação |                |
| Data | PS    | PS    | PPD/PSD | PPD/PSD | CDS-PP | CDS-PP | FEPU/APU/ CDU | FEPU/APU/ CDU | GDUP  | GDUP | PCTP/ MRPP     | PCTP/ MRPP | AD             | AD  | UDP/ BE        | UDP/ BE | PDC            | PDC | PPM  | PPM | PRD            | PRD | MPT | MPT | IND | IND | PTP | PTP | CH | CH | VP | VP | Participação |                |
| ---- | ----- | ----- | ------- | ------- | ------ | ------ | ------------- | ------------- | ----- | ---- | -------------- | ---------- | -------------- | --- | -------------- | ------- | -------------- | --- | ---- | --- | -------------- | --- | --- | --- | --- | --- | --- | --- | -- | -- | -- | -- | ------------ | -------------- |
| Data | 1976  | 41,14 | 4       | 22,93   | 2      | 16,78  | 1             | 7,45          | -     | 4,01 | -              | 0,97       | -              |     |                |         |                |     |      |     |                |     |     |     |     |     |     |     |    |    |    |    |              | 58,27 / 100,00 |
| 1979 | 31,55 | 2     | AD      | AD      | AD     | AD     | 8,11          | -             |       |      |                |            | 55,02          | 5   | 1,81           | -       | 0,97           | -   | AD   | AD  | 69,66 / 100,00 |     |     |     |     |     |     |     |    |    |    |    |              |                |
| 1982 | 31,67 | 2     | AD      | AD      | AD     | AD     | 12,28         | 1             | 50,82 | 4    |                |            |                |     | 66,08 / 100,00 |         |                |     | AD   | AD  |                |     |     |     |     |     |     |     |    |    |    |    |              |                |
| 1985 | 20,09 | 1     | 33,30   | 3       | 19,43  | 1      | 12,29         | 1             |       |      |                |            | 10,54          | 1   | 61,15 / 100,00 |         |                |     |      |     |                |     |     |     |     |     |     |     |    |    |    |    |              |                |
| 1989 | 38,00 | 3     | 25,27   | 2       | 19,59  | 1      | 12,38         | 1             |       |      | 62,04 / 100,00 |            |                |     |                |         |                |     |      |     |                |     |     |     |     |     |     |     |    |    |    |    |              |                |
| 1993 | 50,86 | 4     | 31,74   | 3       | 5,10   | -      | 5,65          | -             | 2,04  | -    | 63,64 / 100,00 |            |                |     |                |         |                |     |      |     |                |     |     |     |     |     |     |     |    |    |    |    |              |                |
| 1997 | 27,76 | 2     | 43,58   | 4       | 3,25   | -      | 20,77         | 1             |       |      | 61,24 / 100,00 |            |                |     |                |         |                |     |      |     |                |     |     |     |     |     |     |     |    |    |    |    |              |                |
| 2001 | 22,53 | 2     | 62,81   | 5       | 3,09   | -      | 4,77          | -             | 2,61  | -    | 61,37 / 100,00 |            |                |     |                |         |                |     |      |     |                |     |     |     |     |     |     |     |    |    |    |    |              |                |
| 2005 | 18,02 | 1     | 42,52   | 4       | 3,39   | -      | 6,02          | -             | 2,86  | -    | 21,05          | 2          | 61,01 / 100,00 |     |                |         |                |     |      |     |                |     |     |     |     |     |     |     |    |    |    |    |              |                |
| 2009 | 20,89 | 2     | 34,96   | 3       | 5,31   | -      | 7,32          | -             | 3,64  | -    | 19,99          | 2          | 58,79 / 100,00 |     |                |         |                |     |      |     |                |     |     |     |     |     |     |     |    |    |    |    |              |                |
| 2009 | 20,89 | 2     | 34,96   | 3       | 5,31   | -      | 7,32          | -             | 3,64  | -    | 3,23           | -          | 58,79 / 100,00 |     |                |         |                |     |      |     |                |     |     |     |     |     |     |     |    |    |    |    |              |                |
| 2013 | 27,55 | 3     | 26,14   | 2       | 2,82   | -      | 9,19          | 1             | 2,94  | -    | 6,88           | -          | 15,56          | 1   | 53,30 / 100,00 |         |                |     |      |     |                |     |     |     |     |     |     |     |    |    |    |    |              |                |
| 2017 | 40,22 | 4     | 34,39   | 3       | 3,34   | -      | 7,81          | -             | 6,02  | -    |                |            |                |     | 1,68           | -       | 56,93 / 100,00 |     |      |     |                |     |     |     |     |     |     |     |    |    |    |    |              |                |
| 2021 | 39,70 | 4     | 34,66   | 3       | 3,17   | -      | 5,51          | -             | 4,74  | -    | CDS            | CDS        | CDS            | CDS |                |         | 6,15           | -   | 1,22 | -   | 53,20 / 100,00 |     |     |     |     |     |     |     |    |    |    |    |              |                |

### Eleições legislativas
| Data | %     | %     | %     | %    | %     | %     | %        | %     | %    | %     | %    | %   | %       | % | %  | %  |
| Data | PS    | PSD   | CDS   | PCP  | UDP   | AD    | APU/ CDU | FRS   | PRD  | PSN   | BE   | PAN | PSD CDS | L | CH | IL |
| ---- | ----- | ----- | ----- | ---- | ----- | ----- | -------- | ----- | ---- | ----- | ---- | --- | ------- | - | -- | -- |
| 1976 | 37,97 | 23,54 | 16,94 | 5,89 | 2,51  |       |          |       |      |       |      |     |         |   |    |    |
| 1979 | 28,03 | AD    | AD    | APU  | 2,79  | 51,00 | 9,64     |       |      |       |      |     |         |   |    |    |
| 1980 | FRS   | AD    | AD    | APU  | 1,52  | 52,34 | 7,91     | 30,25 |      |       |      |     |         |   |    |    |
| 1983 | 38,54 | 30,20 | 14,03 | APU  | 0,99  |       | 9,15     |       |      |       |      |     |         |   |    |    |
| 1985 | 18,04 | 33,12 | 10,67 | APU  | 0,99  | 7,25  | 24,30    |       |      |       |      |     |         |   |    |    |
| 1987 | 20,51 | 58,11 | 4,10  | CDU  | 1,00  | 4,93  | 5,30     |       |      |       |      |     |         |   |    |    |
| 1991 | 27,73 | 57,67 | 3,54  | CDU  |       | 3,84  | 0,76     | 1,88  |      |       |      |     |         |   |    |    |
| 1995 | 43,31 | 37,48 | 10,26 | CDU  | 0,48  | 3,89  |          | 0,35  |      |       |      |     |         |   |    |    |
| 1999 | 43,47 | 36,53 | 8,53  | CDU  |       | 5,08  | 0,36     | 2,09  |      |       |      |     |         |   |    |    |
| 2002 | 36,81 | 44,12 | 8,67  | CDU  | 3,97  |       | 2,58     |       |      |       |      |     |         |   |    |    |
| 2005 | 43,67 | 30,76 | 7,63  | CDU  | 4,58  | 6,94  |          |       |      |       |      |     |         |   |    |    |
| 2009 | 31,99 | 30,54 | 11,46 | CDU  | 5,75  | 12,30 |          |       |      |       |      |     |         |   |    |    |
| 2011 | 25,66 | 40,88 | 12,02 | CDU  | 5,59  | 5,85  | 1,01     |       |      |       |      |     |         |   |    |    |
| 2015 | 32,49 | CDS   | PSD   | CDU  | 6,21  | 10,90 | 1,22     | 38,71 | 0,64 |       |      |     |         |   |    |    |
| 2019 | 38,23 | 27,04 | 4,35  | CDU  | 4,95  | 10,95 | 2,66     |       | 0,79 | 1,63  | 0,51 |     |         |   |    |    |
| 2022 | 42,61 | 27,70 | 2,02  | CDU  | 3,60  | 5,12  | 1,27     | 1,10  | 9,86 | 3,18  |      |     |         |   |    |    |
| 2024 | 29,82 | AD    | AD    | CDU  | 28,63 | 2,54  | 4,54     | 1,72  | 2,80 | 20,67 | 3,44 |     |         |   |    |    |

### Presidentes de Câmara
Presidente da Comissão Administrativa:
- 1935-1937: Manuel de Jesus Ferreira

Presidentes efetivos:
- 1937-1940: Samuel de Matos Agostinho de Oliveira
- 1940-1946: Fernando Cláudio Mouzinho de Albuquerque Corte Real
- 1946-1957: Fernando de Magalhães Abreu Marques e Oliveira
- 1957-1959: Manuel Vieira Gonçalves da Silva
- 1959-1972: Aurélio de Melo e Castro Ribeiro
- 1972-1974: Manuel dos Santos Machado

Presidentes de Comissões Administrativas:
- 1974-1976: António Antunes da Silva
- 1976-1976: Luís Carlos da Silva Bonet

Presidentes efetivos:
- 1976-1979: Luís Carlos da Silva Bonet
- 1979-1985: Amândio Marques Murta
- 1985-1989: José Jerónimo Ferreira da Graça
- 1989-1997: Pedro Alexandre Ramos Marques
- 1997-2008: António Paulino Silva Paiva
- 2008-2012: Fernando Rui Linhares Corvêlo de Sousa
- 2012-2013: Carlos Manuel de Oliveira Carrão
- 2013-2023: Anabela Gaspar de Freitas
- 2023-    : Hugo Renato Ferreira Cristóvão[23]

## Evolução da população do município
Os Recenseamentos Gerais da população portuguesa, regendo-se pelas orientações do Congresso Internacional de Estatística de Bruxelas de 1853, tiveram lugar a partir de 1864, encontrando-se disponíveis para consulta no site do Instituto Nacional de Estatística (INE).
| 1864   | 1878   | 1890   | 1900   | 1911   | 1920   | 1930   | 1940   | 1950   | 1960   |
| 21 894 | 25 175 | 27 987 | 31 360 | 34 951 | 36 907 | 39 179 | 44 210 | 46 071 | 44 161 |
|        | 15%    | 11,2%  | 12,1%  | 11,5%  | 5,6%   | 6,2%   | 12,8%  | 4,2%   | 4,1%   |
| 1970   | 1981   | 1991   | 2001   | 2011   | 2021   |        |        |        |        |
| 41 036 | 45 672 | 43 139 | 43 006 | 40 677 | 36 413 |        |        |        |        |
| 7,1%   | 11,3%  | 5,5%   | 0,3%   | 5,4%   | 10,5%  |        |        |        |        |

| Número de habitantes por grupo etário | Número de habitantes por grupo etário | Número de habitantes por grupo etário | Número de habitantes por grupo etário | Número de habitantes por grupo etário | Número de habitantes por grupo etário | Número de habitantes por grupo etário | Número de habitantes por grupo etário | Número de habitantes por grupo etário | Número de habitantes por grupo etário | Número de habitantes por grupo etário | Número de habitantes por grupo etário | Número de habitantes por grupo etário | Número de habitantes por grupo etário |
|                                       | 1900                                  | 1911                                  | 1920                                  | 1930                                  | 1940                                  | 1950                                  | 1960                                  | 1970                                  | 1981                                  | 1991                                  | 2001                                  | 2011                                  | 2021                                  |
| ------------------------------------- | ------------------------------------- | ------------------------------------- | ------------------------------------- | ------------------------------------- | ------------------------------------- | ------------------------------------- | ------------------------------------- | ------------------------------------- | ------------------------------------- | ------------------------------------- | ------------------------------------- | ------------------------------------- | ------------------------------------- |
| 0-14 Anos                             | 10 554                                | 12 344                                | 12 019                                | 12 355                                | 13 691                                | 12 098                                | 11 360                                | 10 495                                | 10 324                                | 7 645                                 | 6 226                                 | 5 262                                 | 3 791                                 |
| 15-24 Anos                            | 5 460                                 | 6 522                                 | 6 898                                 | 7 591                                 | 7 830                                 | 8 663                                 | 7 024                                 | 5 770                                 | 7 206                                 | 6 449                                 | 5 590                                 | 4 269                                 | 3 554                                 |
| 25-64 Anos                            | 12 232                                | 14 239                                | 14 714                                | 16 511                                | 18 132                                | 20 356                                | 21 230                                | 19 635                                | 21 526                                | 21 483                                | 21 887                                | 20 852                                | 17 929                                |
| >= 65 Anos                            | 2 076                                 | 2 120                                 | 2 404                                 | 2 808                                 | 3 358                                 | 3 873                                 | 4 547                                 | 4 850                                 | 6 616                                 | 7 562                                 | 9 303                                 | 10 294                                | 11 139                                |

## Património
- Castelo de Tomar
- Convento de Cristo
- Aqueduto do Convento de Cristo
- Mata Nacional dos Sete Montes
- Igreja de São João Batista

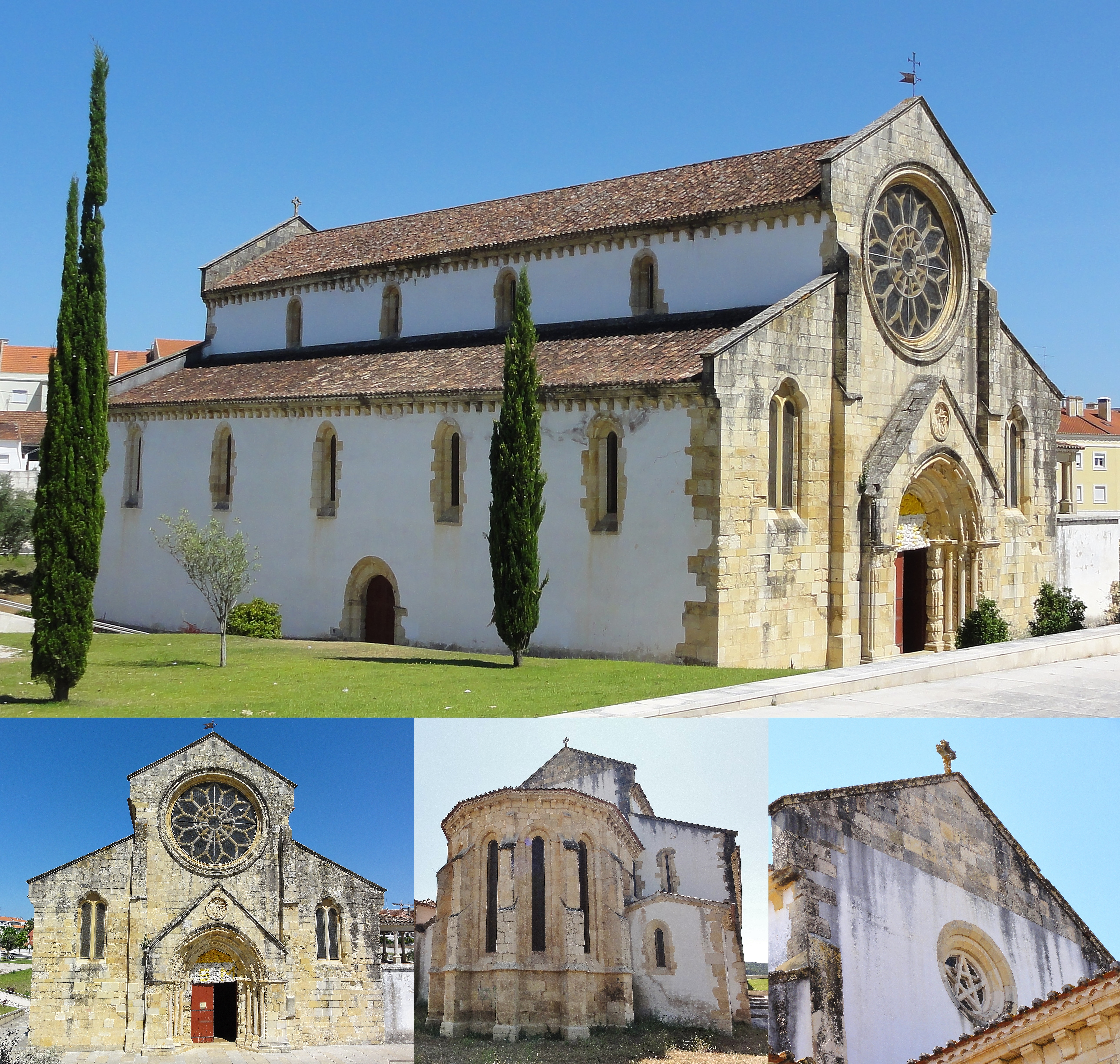
Igreja de Santa Maria dos Olivais, templo fundado em 1160 por D. Gualdim Pais, mestre da Ordem dos Templários em Portugal.

Castelo dos Templários e Convento de Cristo.

- Igreja de Santa Maria dos Olivais (ou de Santa Maria do Olival)
- Igreja da Santa Casa da Misericórdia
- Capela e Convento e de Santa Iria
- Igreja de São Francisco
- Ermida de Nossa Senhora da Conceição
- Sinagoga de Tomar
- Capela de São Gregório
- Ermida de Nossa Senhora da Piedade
- Capela de São Lourenço e Padrão de D. João I
- Convento de São Francisco
- Museu dos Fósforos
- Ponte Velha (ou de D. Manuel I)
- Complexo Cultural dos Lagares del Rei (Antiga Levada)

## Personalidades ilustres
- Amândio Marques Murta (presidente da câmara e médico)
- Fernando de Almeida (compositor)
- Conde de Tomar e Marquês de Tomar
- Conde de Cabral
- Isabel Ruth (atriz)
- Eduardo de Arantes e Oliveira (engenheiro e político)
- Fernando Lopes-Graça (maestro e compositor)
- José Augusto Rodrigues França
- Manuel dos Santos Machado (advogado e político);
- Manuel Nunes Formigão (1883–1958) - (sacerdote e jornalista)
- Maria de Lourdes de Mello e Castro

## Instituições de ensino
Ensino Básico de 1.º Ciclo:
- EB 1 dos Templários — ex-Escola N.º 1 de Tomar.
- EB 1 Santo António — ex-Escola N.º 2 de Tomar.
- EB 1 Infante D. Henrique — ex-Escola N.º 3 de Tomar.

Ensino Básico de 2.º e 3.º Ciclos:
- EB 2,3 D. Nuno Álvares Pereira — antigo edifício da secção masculina da entidade formadora privada, o Colégio Nun'Álvares, comummente conhecida como "Colégio".
- EB 2,3 Santa Iria — escola de 2.º e 3.º ciclos.
- EB 2,3 D. Gualdim Pais — escola de 2.º e 3.º ciclos, antiga escola preparatória.

Ensino Secundário:
- Escola Secundária Jácome Ratton — antiga Escola Industrial e Comercial de Tomar.
- Escola Secundária de Santa Maria do Olival — antigo Liceu Nacional de Tomar
- Escola Secundária D. Nuno Álvares Pereira — também conhecida como "colégio", devido ao facto e no seu edifício ter funcionado o Colégio Nun'Álvares.

Ensino Profissional:
- Centro de Emprego e Formação Profissional de Tomar
- Escola Profissional de Tomar

Ensino Superior
- Instituto Politécnico de Tomar — Sediado em Tomar, do qual fazem parte as seguintes escolas:
  - Escola Superior de Gestão de Tomar
  - Escola Superior de Tecnologia de Tomar
  - Escola Superior de Tecnologia de Abrantes

## Infraestruturas

### Transportes

#### Ferroviários

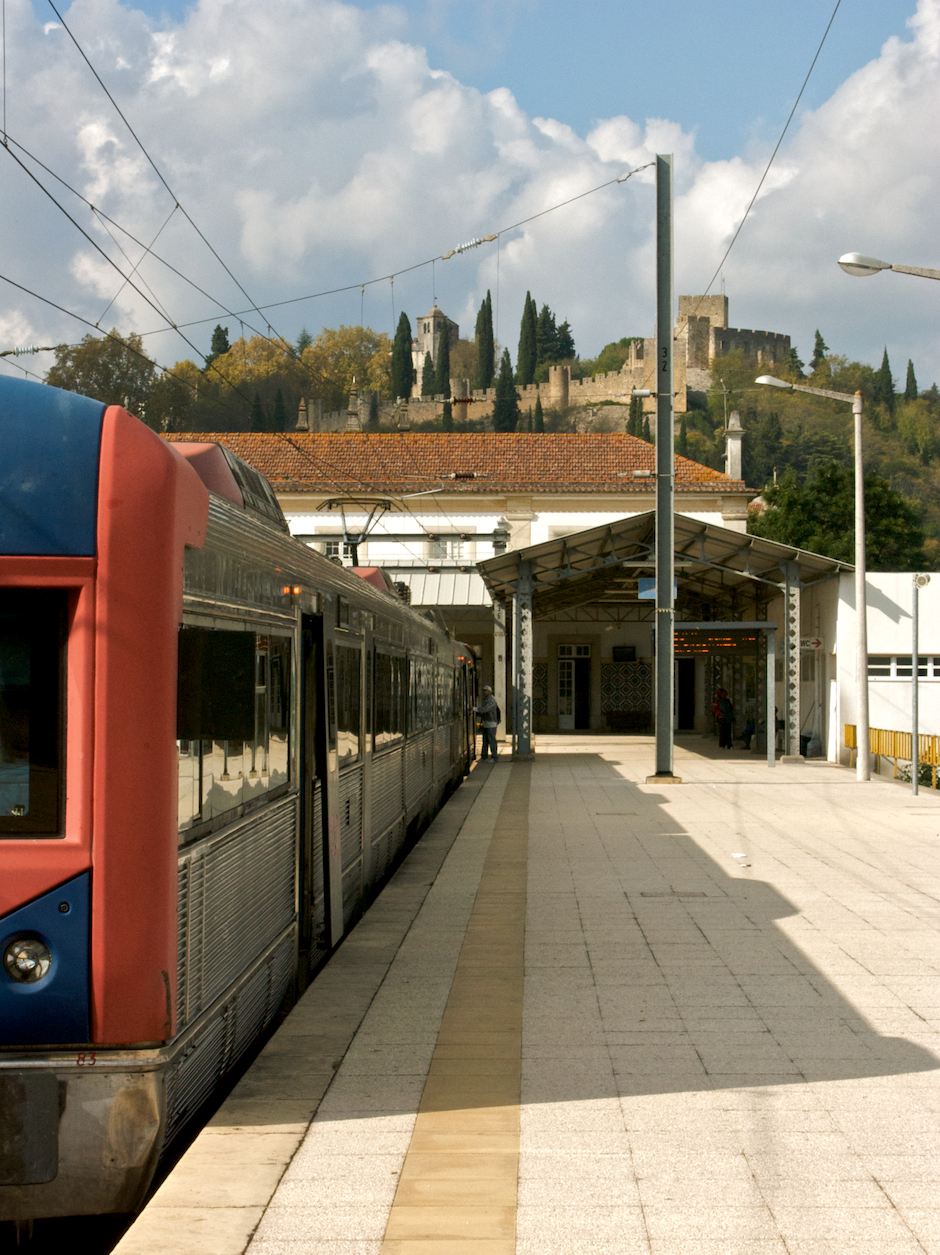
Aspeto da gare da Estação Ferroviária de Tomar em 2008

A Estação Ferroviária de Tomar serve a cidade com comboios da CP Regional e CP InterRegional. Situando-se na cidade a estação terminal do Ramal de Tomar, o qual possui 4 apeadeiros e uma estação intermédia que servem diversos locais do concelho, e começando na Lamarosa (concelho de Torres Novas) próxima da cidade do Entroncamento, ligando este ramal à Linha do Norte (onde é servida pela estação de Fátima-Chão de Maçãs-Gare, na freguesia da Sabacheira).

##### Projeto de funicular
O projeto de um funicular ligando o castelo local à baixa da cidade junto à Capela de São Gregório foi proposto em 2010 por Vítor Silva, engenheiro e funcionário da Câmara Municipal — ainda que na qualidade de cidadão particular. Denominado Funicular da Anunciada, foi apresentado a 5 de Março, num ante-projeto da Efacec, numa sessão pública assistida por menos de vinte pessoas. Datado de setembro de 2007, o projecto apontava para um valor de investimento total de 3,5 M€, contemplando uma estimativa de 420 passageiros por hora e um trajecto ligeiramente superior a 300 m, atravessando a Quinta da Anunciada, a norte do castelo. O desinteresse do Município de Tomar, na pessoa do autarca Corvêlo de Sousa, foi noticiado na semana seguinte.

#### Rodoviários
É servida pelo IC9 e pela A23, construídas já no século XXI.

##### De longo curso, regionais e suburbanos
A exploração dos autocarros está a cargo da empresa Rodoviária do Tejo, que presta serviço na região. O terminal rodoviário situa-se na Avenida Combatentes da Grande Guerra ao lado da Estação Ferroviária de Tomar.

##### Urbanos

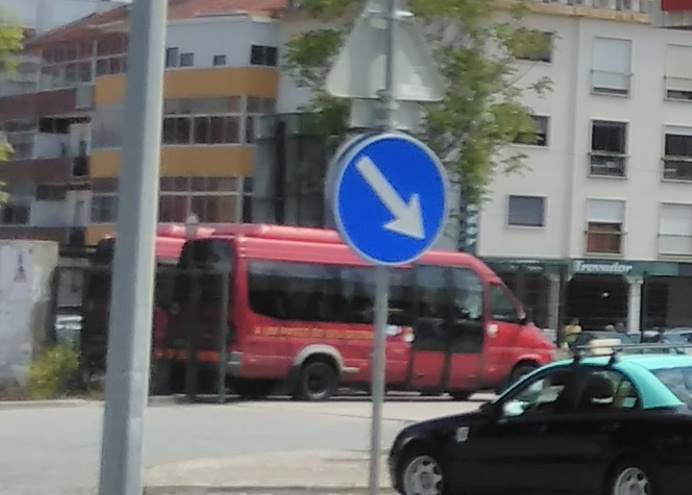
Veículos TUTomar em 2019.

Os autocarros urbanos TUTomar prestam serviço na cidade desde 2005. Dez anos depois transportava em média 500 passageiros por dia. O serviço têm duas linhas (azul e verde) que efectuam um total de 76 paragens.

#### Aéreos
A cerca de 3 km ESE da cidade encontra-se o Aeródromo de Valdonas certificado para Aeronaves Ultraleves.

### Militares
Na cidade encontra-se o Regimento de Infantaria N.º 15 e o Estabelecimento Prisional Militar.

## Filmes e televisão rodados em Tomar
- 2022 Damsel (Netflix), realização de Juan Carlos Fresnalillo (com Millie Bobby Brown)
- 2017 The man who killed Don Quixote, realização de Terry Gilliam (rodado entre Abril e Maio de 2017)
- 2015 Cinzas e Brasas (curta-metragem filmada em Montes, município de Tomar), realização de Manuel Mozos
- 2014 A Porta 21, realização de João Marco (com Mário Spencer, Pedro Monteiro, Pedro Viegas)
- 2011 Pão Nosso (documentário), realização de Mónica Ferreira, João Luz
- 2010 Beija-me Depressa (curta metragem), realização de José Ricardo Lopes (com Ana Guiomar, Rui Morrison, Fernando Pires)
- 2010 Património Mundial Português (documentário), realização de Dário Simãozinho (Filma e Vê) e Fernanda Fernandes (RTP)
- 2009 Juan de Castillo constructor del mundo (documentário), realização de Alberto Luna Samperio (Etnocantabria)
- 2009 La reine morte, realização de Pierre Boutron (com Michel Aumont, Gaëlle Bona, Thomas Jouannet)
- 2008 TravelChannel: World's Most Beautiful sites, Tomar, Portugal (ep. de série de TV), realização de Nicolas Tomă - Gedeon Programmes - NHK
- 2007 Teresa, el cuerpo de Cristo, realização de Ray Loriga (com Paz Vega, Leonor Watling, Geraldine Chaplin, Eusebio Poncela)
- 2007 Dot.com, realização de Luís Galvão Teles (com João Tempera, María Adánez, Marco Delgado)
- 2007 Infante D. Henrique (documentário), realização de José Francisco Pinheiro (com Gonçalo Cadilhe)
- 2006 Coach Trip (ep. de série de TV), realização de Amanda Wood (com Brendan Sheerin, Andy Love)
- 2005 Pedro e Inês, (ep. de série de TV) (com Pedro Laginha, Ana Moreira, Nicolau Breyner), rodado na Mata dos Sete Montes.
- 2004 O Quinto Império, realização de Manoel de Oliveira (com Ricardo Trêpa, Luís Miguel Cintra, Glória de Matos)
- 2003 Volpone, realização de Frédéric Auburtin (com Gérard Depardieu, Daniel Prévost, Gérard Jugnot, Robert Hirsch)
- 2001 Quem És Tu?, realização de João Botelho (com Patrícia Guerreiro, Suzana Borges, Rui Morisson, Rogério Samora, José Pinto, Francisco d’Orey e Bruno Martelo)
- 1985 Atlântida: do outro Lado do Espelho, realização de Daniel del Negro (com Luís Lucas, Teresa Madruga, Ruy de Carvalho)
- 1957 Les lavandières du Portugal (Lavadeiras de Portugal), realização de Pierre Gaspard-Huit (França) e Ramón Torrado (Espanha)
- 1922 Sereia de Pedra, realização de Roger Lion (filmado em junho e julho de 1922 no Convento de Cristo nas ruínas do Castelo dos Templários)

## Geminações
- Hadera,  Israel (desde 28 de junho de 1983)[34]
- Vincennes,  França (desde 20 de outubro de 1998)[34]
- Paúl, Cabo Verde
- Ribeira Grande de Santiago, Cabo Verde[35]

## Imprensa

### Jornais
- TomarOnline.pt (Agregador online de notícias)
- Jornal Cidade de Tomar (semanário)
- Jornal "O Templário" (semanário)
- Jornal Despertar do Zêzere (quinzenário)
- Jornal Online "Tomar na Rede"

### Rádios
- Rádio Hertz [36]
- Rádio Cidade de Tomar [36]